# افق: یک حماسه آمریکایی - بخش ۲
افق: یک حماسه آمریکایی - بخش ۲ (انگلیسی: Horizon: An American Saga – Chapter 2) یک فیلم حماسی و وسترن آمریکایی محصول ۲۰۲۴ به کارگردانی و تهیه‌کنندگی کوین کاستنر از فیلمنامه‌ای است که او با جان بیرد نوشته است. این دومین بخش از مجموعه فیلم‌های افق: حماسه آمریکایی و دنباله بخش ۱ است. کاستنر نقش خود را در کنار سایر بازیگران فیلم قبلی متشکل از سینا میلر، سم ورتینگتون، جووانی ریبیسی و دنی هوستون بازی می‌کند.
بخش ۲ نخستین نمایش جهانی خود را در هشتاد و یکمین جشنواره جهانی فیلم ونیز در سپتامبر ۲۰۲۴ داشت، و قرار است در تاریخ نامشخصی در پایان سال ۲۰۲۴ اکران شود. در حالی که فیلمبرداری بخش ۳ را در می ۲۰۲۴ آغاز شد و بخش ۴ در حال توسعه فعال است.

## داستان
ادامه یک داستان تسویه حساب‌های شخصی و ماجراجویی‌های بیشتر شخصیت‌هایی را دنبال می‌کند که برای اولین بار در فصل ۱ دیده شده‌اند.